# Михаил Зелков
Михаил Зелков е български политик и общественик.

## Биография
Михаил Зелков е роден в Сопот, Османската империя. Премества се в Бургас, където между 1906 – 1908 година е окръжен управител. По време на Балканската война е мобилизиран в състава на Втора българска армия, а в края на 1912 година е назначен за главен секретар в Македонското военно губернаторство в Сяр, като дневникът му от този период е издаден през 1988 година. Депутат е в XIX ОНС и XX ОНС между 1920 – 1923 година. След това е общински съветник в Бургас, а от 1948 година е служител в новосъздадения Градски народен музей в Бургас..